# Wisteria
Wisteria Nutt. è un genere di piante rampicanti della famiglia delle Fabacee (o Leguminose), note col nome comune di glicine.
Il nome del genere è stato attribuito in onore di Gaspare Wistar (1761-1818), studioso di anatomia di Filadelfia.

## Descrizione

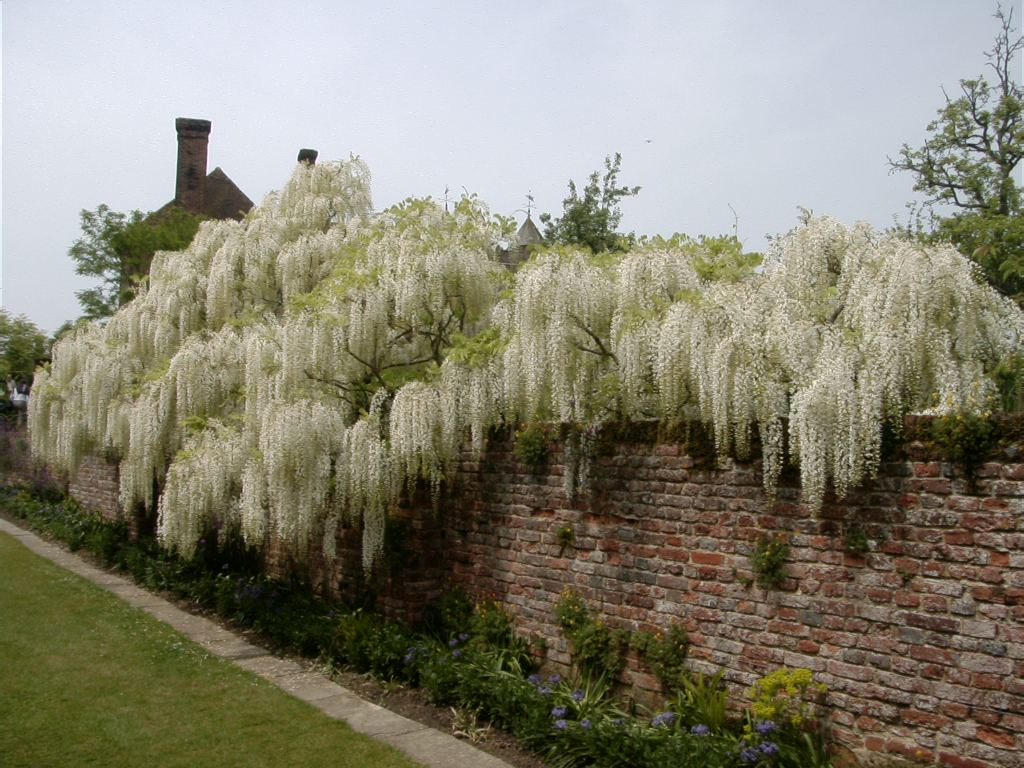
Glicine bianco al Giardino del Castello di Sissinghurst

Le Wisteria crescono avvolgendosi attorno a qualunque supporto sia in senso orario (come W. floribunda) sia in senso antiorario (W. sinensis)
Possono crescere fino a 20 m in altezza e 10 m in orizzontale. L'esemplare di Wisteria più estesa al mondo è stata piantata nel 1894 e si trova a Sierra Madre nella Contea di Los Angeles (California): occupa una superficie di oltre 0,4 ettari e pesa 250 tonnellate.
Le foglie sono alterne, lunghe da 15 a 35 cm, imparipennate, con da 9 a 19 foglioline. I fiori sono riuniti in racemi penduli lunghi da 10 a 80 cm, viola, rosa o bianco. La fioritura è precedente o contemporanea alla fogliazione ed avviene in primavera in alcune specie asiatiche, e in tarda estate nelle specie americane e in W. japonica.
I fiori di alcune specie, in particolare W. sinensis, sono profumati.

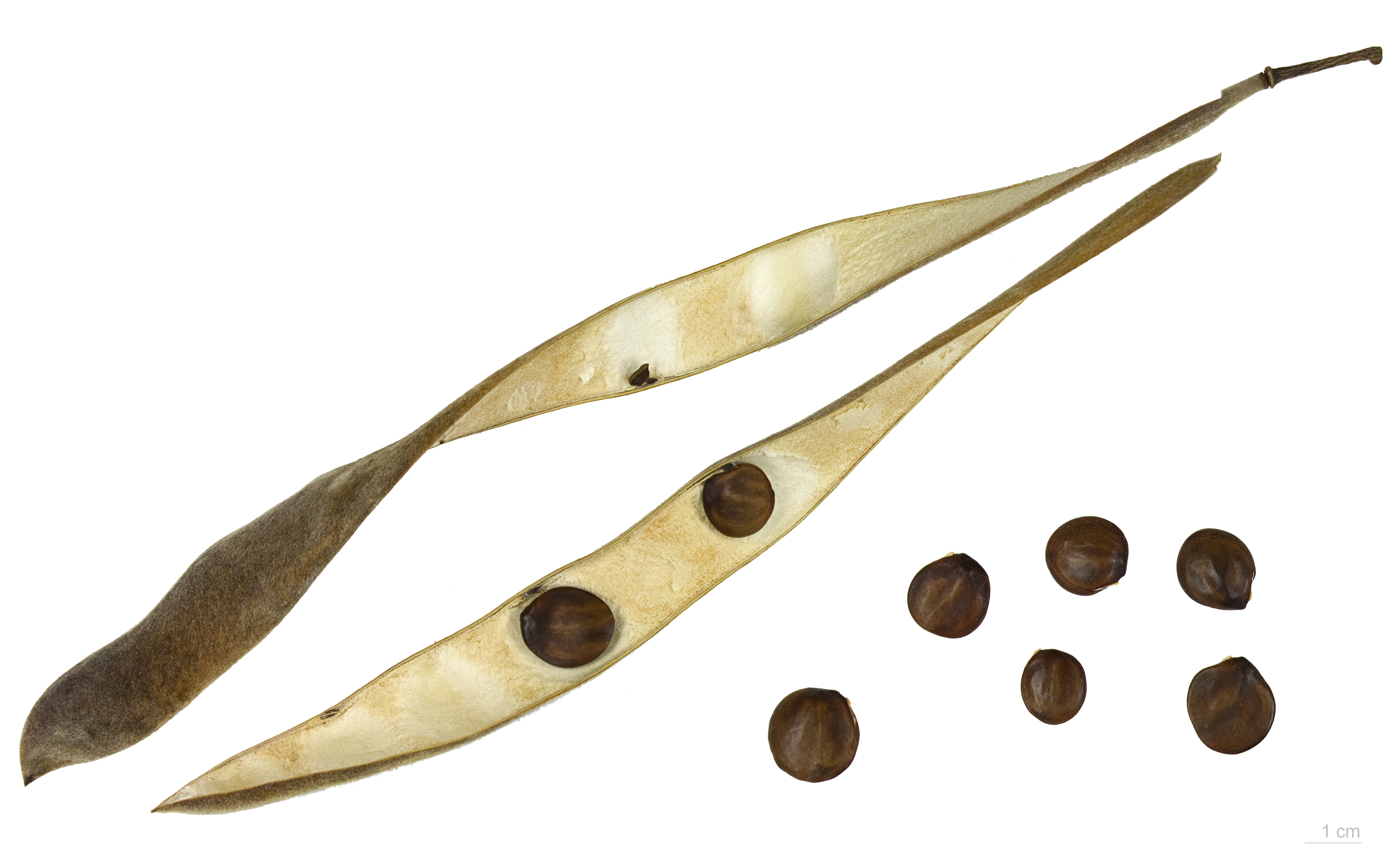
Legumi e semi di Wisteria floribunda. I semi di tutte le specie di glicine contengono alti livelli di wisterina e sono particolarmente tossici.

I frutti sono dei legumi e contengono semi velenosi. Tutte le parti della pianta contengono una saponina chiamata wisterina, che è tossica se ingerita e può causare vertigini, confusione, problemi di linguaggio, nausea, vomito, dolori di stomaco, diarrea e collasso ma la maggior concentrazione è nei semi. I semi di glicine hanno causato avvelenamento in bambini e animali domestici in molti paesi, producendo gastroenterite da lieve a grave e altri effetti.

## Biologia
Le specie di glicine sono usate come cibo dalle larve di alcune specie di lepidotteri, compreso il bombice dal ventre bruno (Euproctis chrysorrhoea).

## Tassonomia
Attribuito in passato alla vasta tribù delle Millettiee, il genere Wisteria è stato recentemente segregato (assieme ai generi Afgekia, Austrocallerya, Callerya, Endosamara, Kanburia, Nanhaia, Padbruggea, Sarcodum, Serawaia, Sigmoidala, Whitfordiodendron e Wisteriopsis) nella tribù Wisterieae.
Il genere comprende le seguenti specie:
- Wisteria brachybotrys Siebold & Zucc., originaria del Giappone, arbusto volubile, alto fino a 7,5 m, con i fiori colorati di bianco.
- Wisteria floribunda (Willd.) DC., originaria del Giappone, arbusto volubile, alto fino a 10 m, foglie composte imparipennate, formate da 13-15 foglioline ovato-lanceolate, di colore verde-chiaro, fiori papilionacei, profumati, di colore rosa o viola-azzurrato, riuniti in stupende infiorescenze a grappolo lunghi 30–60 cm, con fioriture in maggio-giugno; in alcune varietà i grappoli colorati di bianco, viola, rosso raggiungono il metro di lunghezza
- Wisteria frutescens (L.) Poir., originaria del Nord America (dalla Virginia al Texas)
- Wisteria sinensis (Sims) DC., originaria della Cina, è una pianta arbustiva rampicante, rustica e vigorosa, con apparato radicale robusto che si espande facilmente, fusti volubili, che raggiungono i 10–20 m di altezza a seconda del sostegno; foglie decidue, imparipennate, composte da 7-13 foglioline ovali-lanceolate con l'apice acuminato; fiori ermafroditi e profumati, con corolla papilionacea di colore azzurro-lilla o malva, riuniti in vistosi grappoli pendenti lunghi 20–30 cm, con fioriture a fine inverno inizio primavera; il frutto è un legume di 8–15 cm di lunghezza; sono state selezionate varietà a fiori bianchi, rosati, violacei.

## Coltivazione
Desidera posizioni soleggiate, con terreno profondo e fresco, argilloso e ricco di elementi nutritivi. Si adatta comunque a qualunque tipo di terreno esclusi quelli calcarei. Annaffiature moderate, per ottenere forme compatte e fioriture raccolte; è necessario effettuare ogni anno prima della ripresa vegetativa una potatura 'a sperone', tagliando cioè le cacciate di 1 anno, lasciando solo alcune gemme. È prevista anche una potatura verde estiva per alcune specie.
La potatura estiva del glicine si effettua in agosto. Lo scopo è di eliminare i rami in eccesso che appesantiscono la pianta e dare una forma ordinata alla struttura su cui si arrampica.
Durante la fase di potatura è importante tagliare i rami di un anno che sono cresciuti troppo, lasciando solo 4 o 5 gemme per ramo, evitanto una crescita non controllata in altezza che potrebbe indebolire la pianta compromettendone la fioritura.
Si moltiplica d'estate. Per alcune varietà si pratica in marzo l'innesto su soggetto di Wisteria sinensis.

## Collezioni in Italia
La collezione di Glicini dei Giardini di Villa della Pergola di Alassio viene considerata oggi la più importante in Italia con circa 40 diverse tipologie della specie Wisteria.
In piena fioritura tra aprile e maggio, la collezione è certificata dalla SOI, Società di Ortoflorofrutticoltura Italiana.
Di seguito alcune delle diverse specie presenti nel Parco: Wisteria brachybotrys 'Howick' Wisteria brachybotrys 'Murasaki Kapitan' Wisteria brachybotrys 'Okayama' Wisteria brachybotrys f. albiflora 'Shiro Kapitan' Wisteria brachybotrys 'Showa Beni' Wisteria floribunda 'Asagi' Wisteria floribunda 'Burford' Wisteria floribunda 'Eranthema' Wisteria floribunda 'Geisha' Wisteria floribunda 'Honbeni' Wisteria floribunda 'Issai Perfect' Wisteria floribunda 'Kimono' Wisteria floribunda 'Lilac Rose' Wisteria floribunda 'Longissima Alba' Wisteria floribunda 'Mon Blanc' Wisteria floribunda 'Nana Richin's Purple' Wisteria floribunda 'New Blue Fontain' Wisteria floribunda 'Nishiki' Wisteria floribunda 'Pink Ice' Wisteria floribunda 'Royal Purple' Wisteria floribunda 'Violacea Plena' Wisteria floribunda 'ssp.multijuga' Wisteria floribunda 'White Delite' Wisteria frutescens 'Amethyst Fall' Wisteria frutescens 'Nivea' Wisteria macrostachya 'Clara Mack' Wisteria sinensis Wisteria sinensis 'Amethyst' Wisteria sinensis 'Jako' Wisteria sinensis 'Peter Valder' Wisteria sinensis 'Prematura' Wisteria sinensis 'Prolific' Wisteria sinensis 'Texas Purple' Wisteria sinensis 'Tom'.

## Avversità
- Può essere attaccata da afidi e acari
- Può essere soggetta a clorosi

## Usi
Come pianta ornamentale per ricoprire muri, pergolati, recinzioni o arrampicarsi ad alberi, nei giardini e sulle terrazze grazie al rapido sviluppo ed alla fioritura esuberante. Le giovani piante opportunamente potate formano piccoli alberetti adatti alla coltivazione in vaso.
Nel linguaggio dei fiori indica amicizia.
Secondo alcuni, i fiori sono commestibili e possono essere cucinati in una tempura vegetariana oppure mescolati in insalata.
Molte fonti però avvertono che la pianta è tossica (includendo i fiori), sia per gli esseri umani che per gli animali.

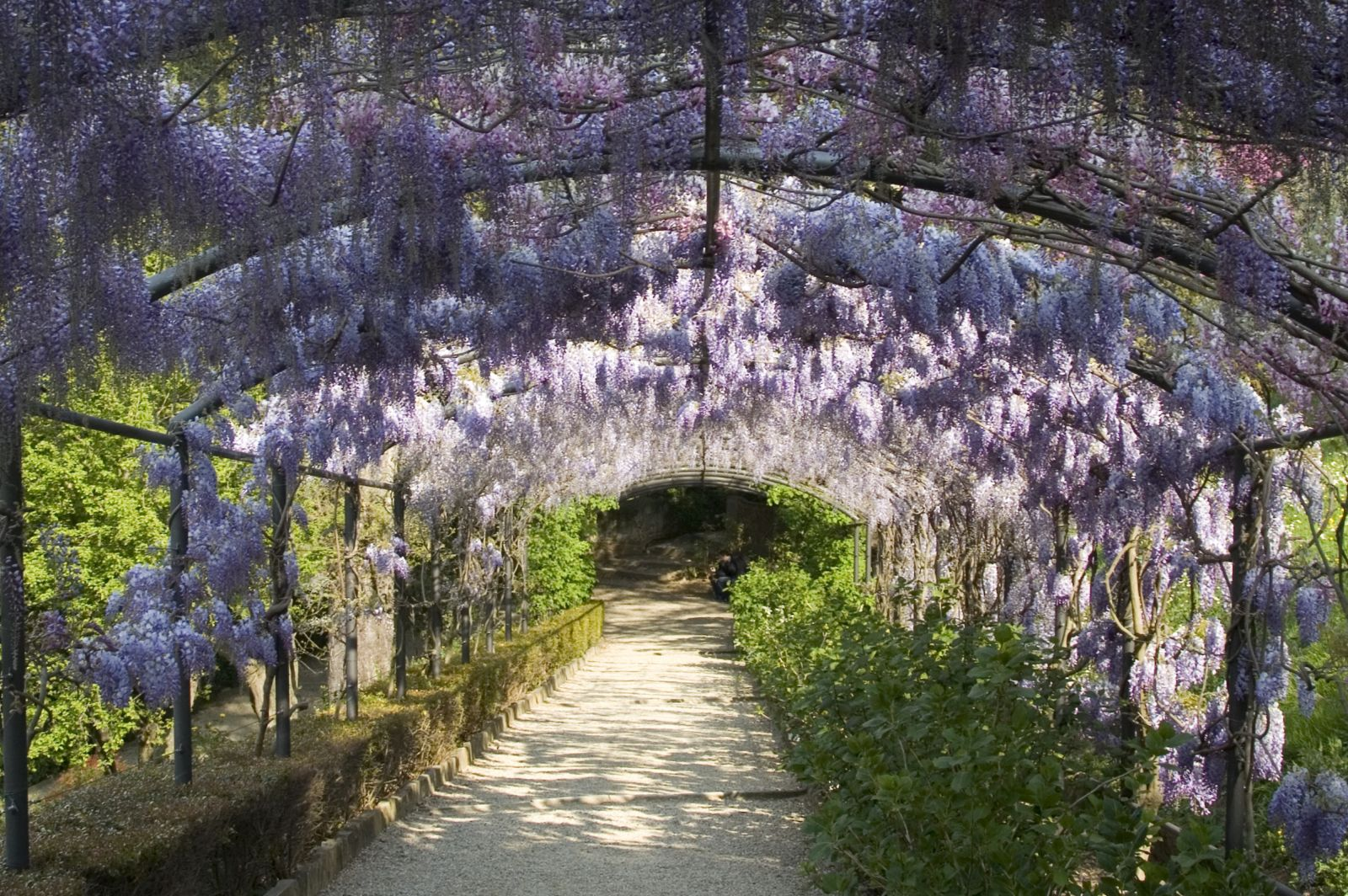
Firenze, Giardino Bardini
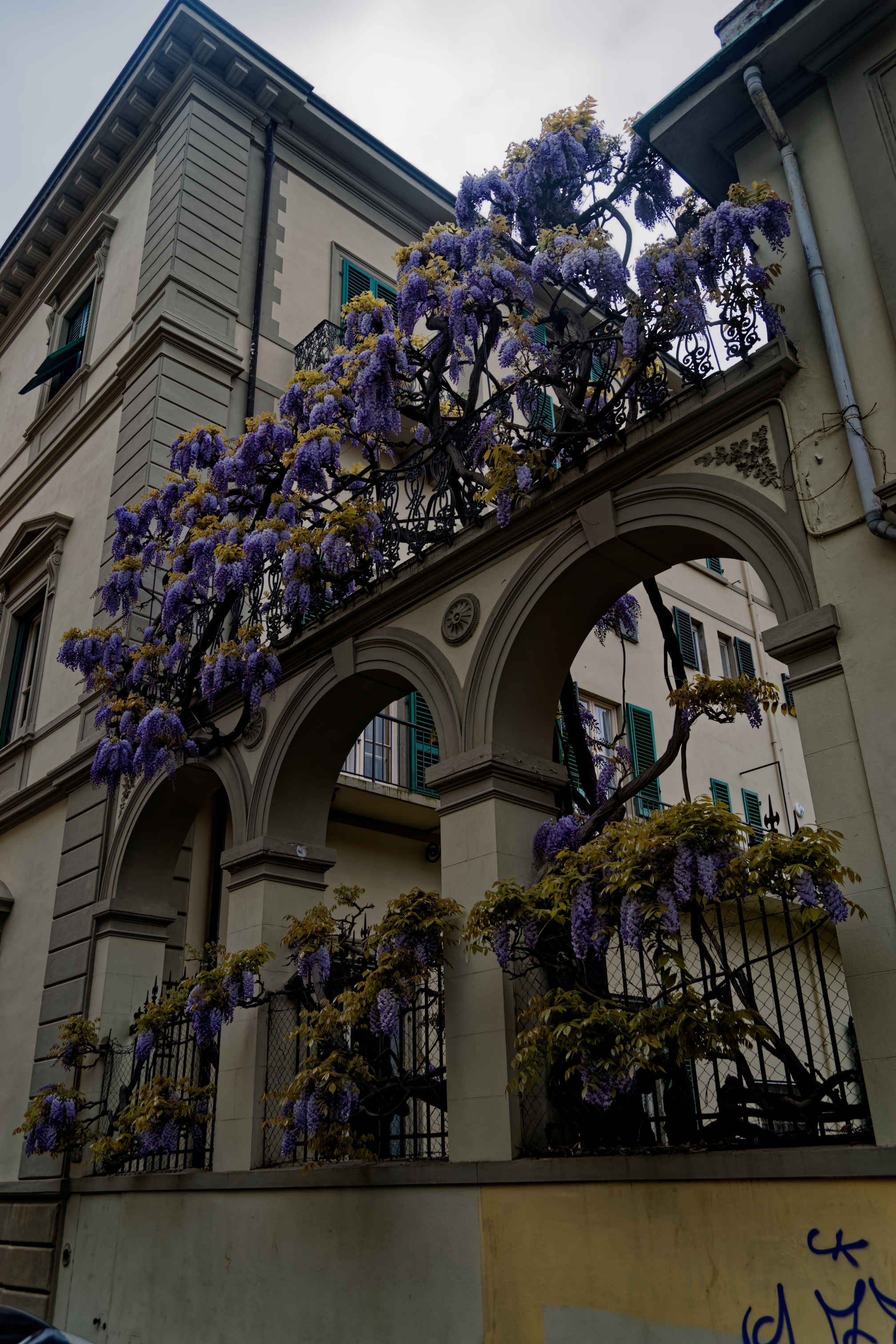
Firenze, Via Luigi Salvatore Cherubini
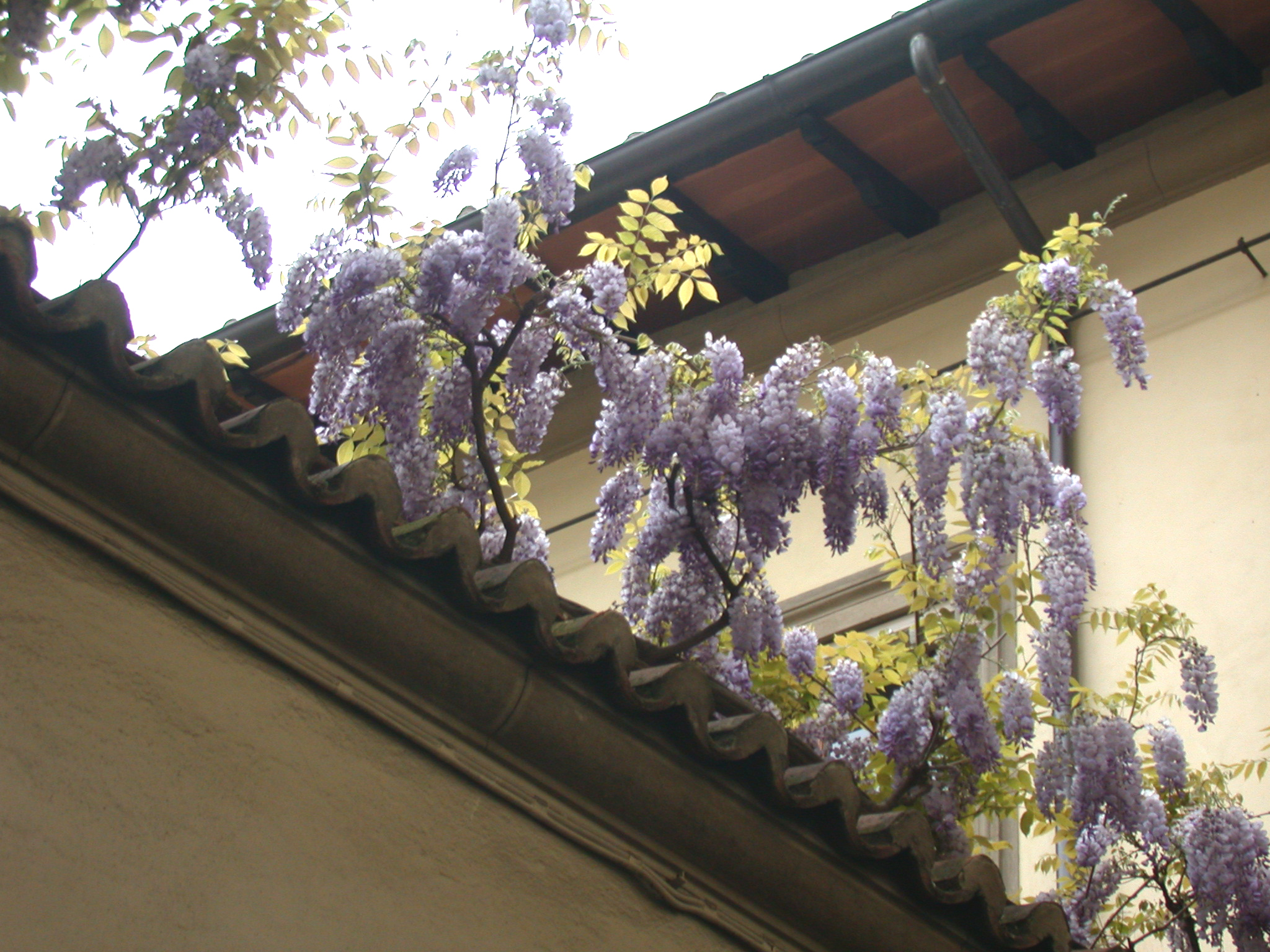
Fioritura di glicine sui tetti di Firenze, aprile 2005
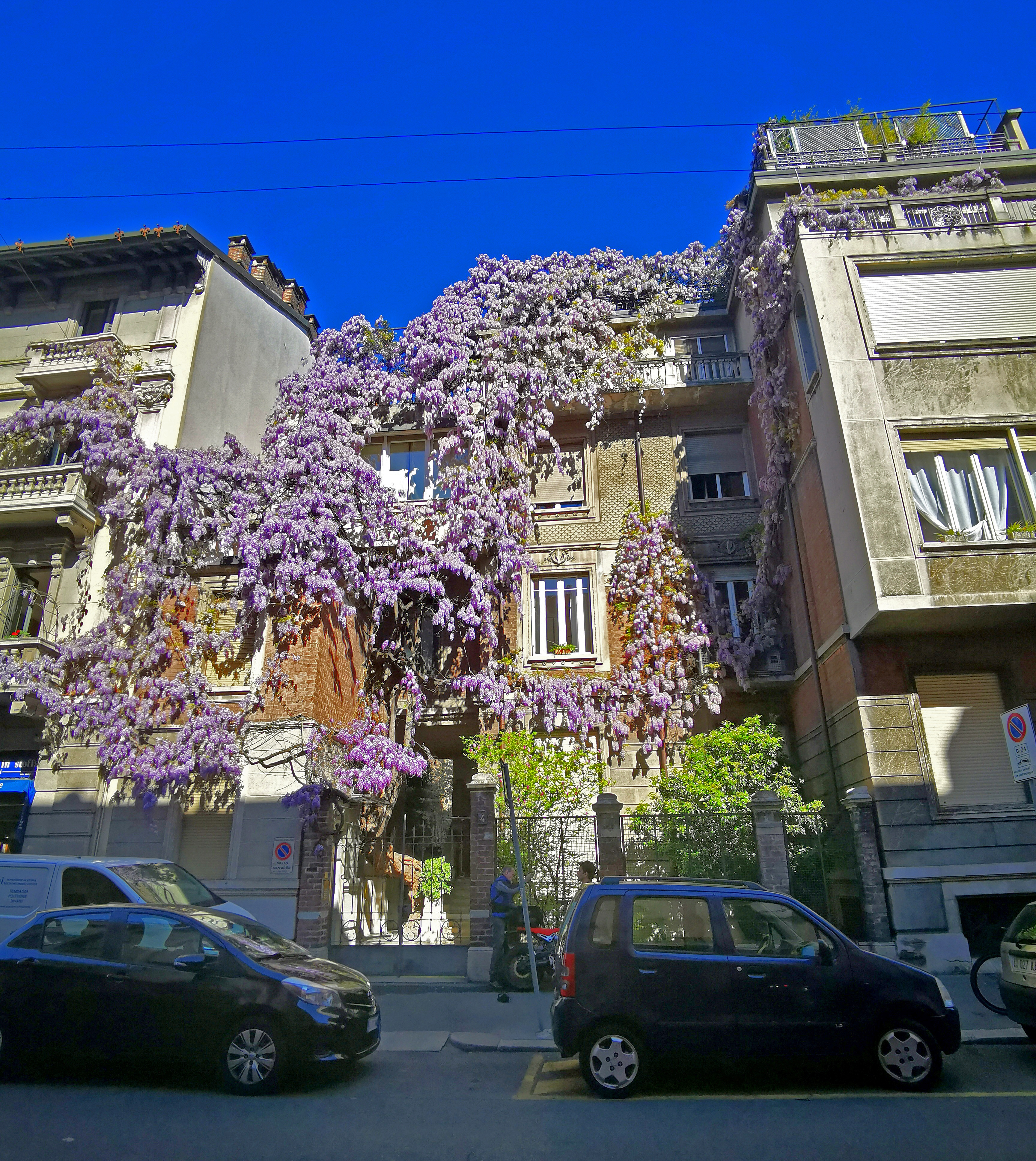
Milano, Via Giovanni Cantoni
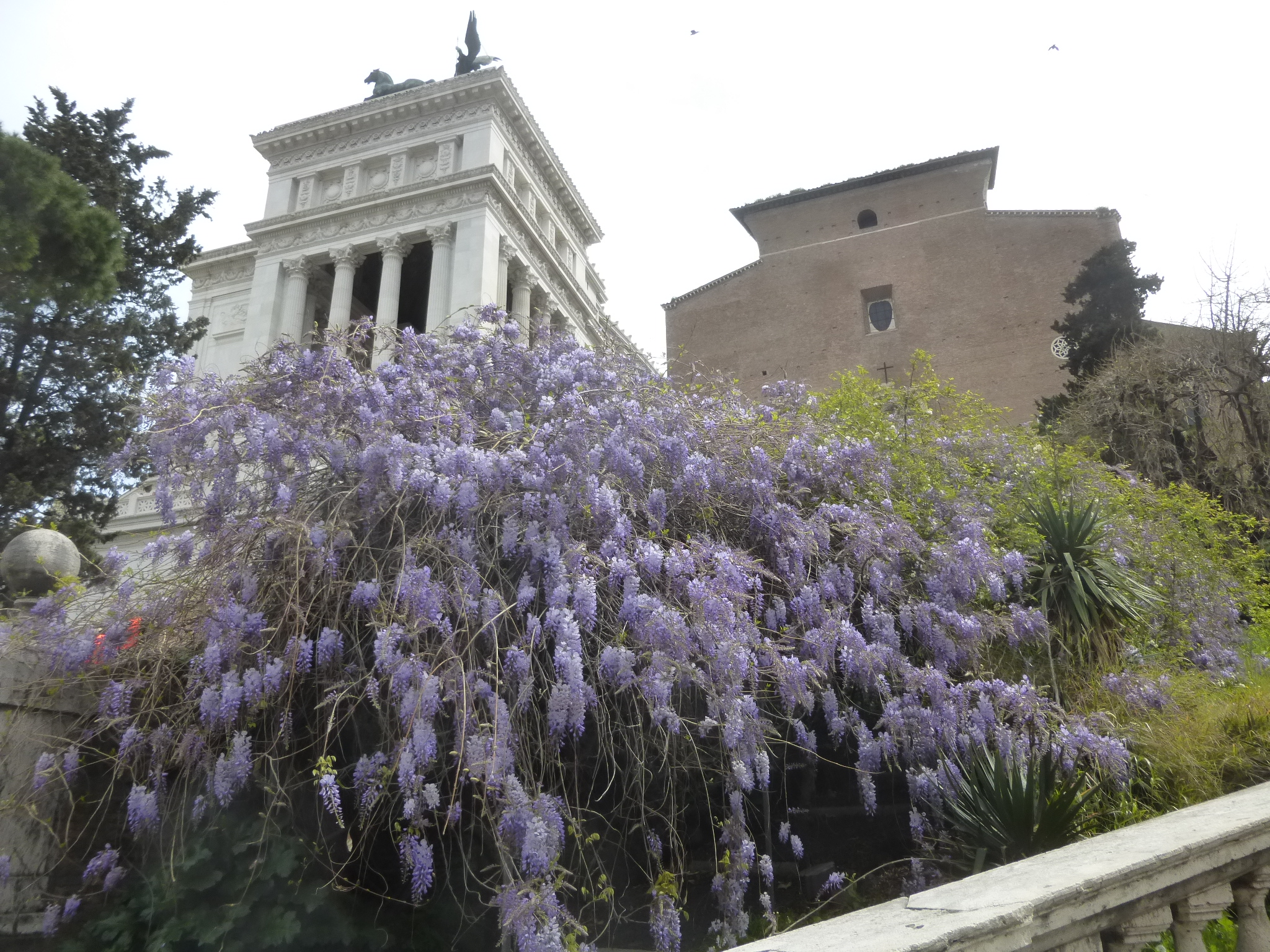
Roma, cordonata capitolina
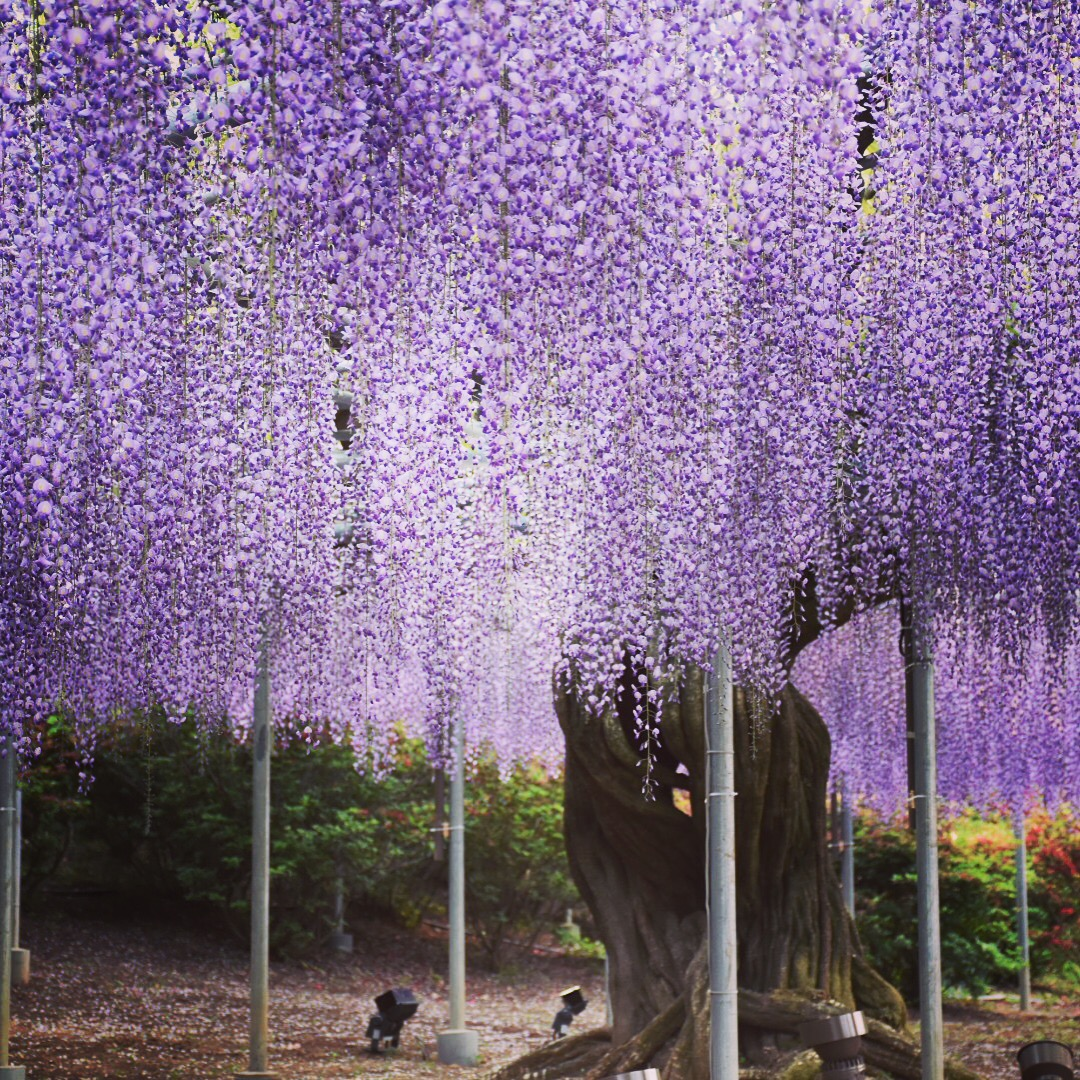
Glicine nel Parco floreale di Ashikaga